# Ramal de Miraí
Der Ramal de Miraí und der Ramal de Santana de Cataguazes sind historische Eisenbahnstrecken im Bundesstaat Minas Gerais in Brasilien. 

## Geschichte
Beide Anschlussgleise der Linha do Centro wurden 1895 durch die Bahngesellschaft  E. F. Cataguazes eröffnet und waren miteinander verbunden. Die Strecken dieser Gesellschaft wurden später 1903 von Estrada de Ferro Leopoldina nach Aufgabe übernommen. Die Eisenbahnstrecken wurden zwischen 1965 und 1967 stillgelegt. 